# 더 콜 (2013년 영화)
《더 콜》(영어: The Call)은 2013년에 공개된 미국의 심리 범죄 스릴러 영화이다. 브래드 앤더슨이 감독하고, 리처드 도비디오, 니콜 도비디오, 존 보큰캠프가 공동 각본을 썼으며, 핼리 베리, 애비게일 브레슬린 등이 출연하였다.

## 출연진
- 핼리 베리
- 애비게일 브레슬린
- 모리스 체스트넛
- 마이클 에클런드
- 마이클 임피리올리
- 데이비드 오텅가
- 저스티나 머차도
- 호세 수니가
- 로마 마피아
- 이비 톰프슨
- 엘라 레이 펙
- 제나 러미아
- 태라 플랫

## 기타 제작진
- 배역: 실라 재피
- 미술: 프랭코자코모 카보니
- 세트: 로버트 굴드
- 의상: 마갈리 구이다시